# Carlsbergs Mindelegat for Brygger J.C. Jacobsen
Carlsbergs Mindelegat for Brygger J.C. Jacobsen er en fond oprettet den 1. oktober 1938 i anledning af 50 års dagen for overdragelsen af J.C. Jacobsens bryggeri Gamle Carlsberg til Carlsbergfondet.

Fonden uddeler fortsat mindelegatet, samt et ide-legat og scholarships, det hedder i fundatsen at 
| Citat | legatet skal virke til støtte for samfundsgavnlige formål på det praktiske livs område, særlig sådanne som har tilknytning til videnskabens arbejde | Citat |
|       | |       |

Feltet af modtagere spænder bredt, f.eks. Arbejdermuseet. og UNF. Siden legatets start har omkring 6000 projekter været støttet med hvad der svarer til ca. 200 mill. kr.
I 2009 uddeles omkring 3 mill. kr. til cirka 100 projekter.

## Carlsbergs Kemipris
Fondet har indstiftet Carlsbergs Kemipris som er på 100.000.
| Gang | Årstal | Modtager | Motivering |
| ---- | ------ | --- | --- |
| 1.   | 2001   | Mikael Begtrup                                                                                              | |
| 2.   | 2003   | Professor Jens Ulstrup, Institut for Kemi, DTU                                                              | |
| 3.   | 2005   | Professor, dr.scient. Karl Anker Jørgensen centerleder for Danmarks Grundforskningsfond center for Katalyse | Tildeles for hans grundforskning og generelle engagement til fordel for kemiforskningen i Danmark             |
| 4.   | 2007   | Professor, dr.Scient. Jan Skov Pedersen fra Aarhus Universitet                                              | Tildeles for hans forskning vedrørende grundvidenskabelig materialeforskning af ikke-krystallinske materialer |
| 5.   | 2009   | Professor, PhD Christine McKenzie fra Syddansk Universitet                                                  | Tildeles for hendes forskning i funktionelle molekyler                                                        |

## Eksterne kilder
1. ↑  "Fondens historiske baggrund". Arkiveret fra originalen 15. februar 2010. Hentet 6. november 2009.
2. ↑  Museets beretning for 2008
3. ↑  "Legatets information om udvalgte modtagere". Arkiveret fra originalen 27. februar 2015. Hentet 6. november 2009.
4. ↑  Jens Ulstrup, dtu.dk, hentet 4/5-2013
5. ↑  Danmarks Grundforskningsfonds nyhedsarkiv for 2005 (Webside ikke længere tilgængelig)
6. ↑  "Jan Skov Pedersen modtager Carlsbergs Kemipris 2007: science.au.dk". Arkiveret fra originalen 5. marts 2016. Hentet 7. oktober 2015.
7. ↑  "Carlsbergs annocering af uddelinger fra deres fonde i 2008". Arkiveret fra originalen 7. juni 2009. Hentet 6. november 2009.